# أنطونيو ليرة
أنطونيو ليرة هو منافس ألعاب قوى    اصله من برازيلي، ولد في 13 نوفمبر 1909، وتوفي في 23 أغسطس 1963.

## وصلات خارجية
- أنطونيو ليرة على موقع أوليمبيديا (الإنجليزية)